# Clyde (Ohio)
Clyde es una ciudad ubicada en el condado de Sandusky en el estado estadounidense de Ohio. En el Censo de 2010 tenía una población de 6325 habitantes y una densidad poblacional de 479,31 personas por km².

## Geografía
Clyde se encuentra ubicada en las coordenadas 41°18′19″N 82°58′43″O / 41.30528, -82.97861. Según la Oficina del Censo de los Estados Unidos, Clyde tiene una superficie total de 13.2 km², de la cual 13.06 km² corresponden a tierra firme y (1.02%) 0.13 km² es agua.

## Demografía
Según el censo de 2010, había 6325 personas residiendo en Clyde. La densidad de población era de 479,31 hab./km². De los 6325 habitantes, Clyde estaba compuesto por el 94.43% blancos, el 0.58% eran afroamericanos, el 0.28% eran amerindios, el 0.43% eran asiáticos, el 0.02% eran isleños del Pacífico, el 1.55% eran de otras razas y el 2.7% pertenecían a dos o más razas. Del total de la población el 5.87% eran hispanos o latinos de cualquier raza.